# Heinrich Brewer

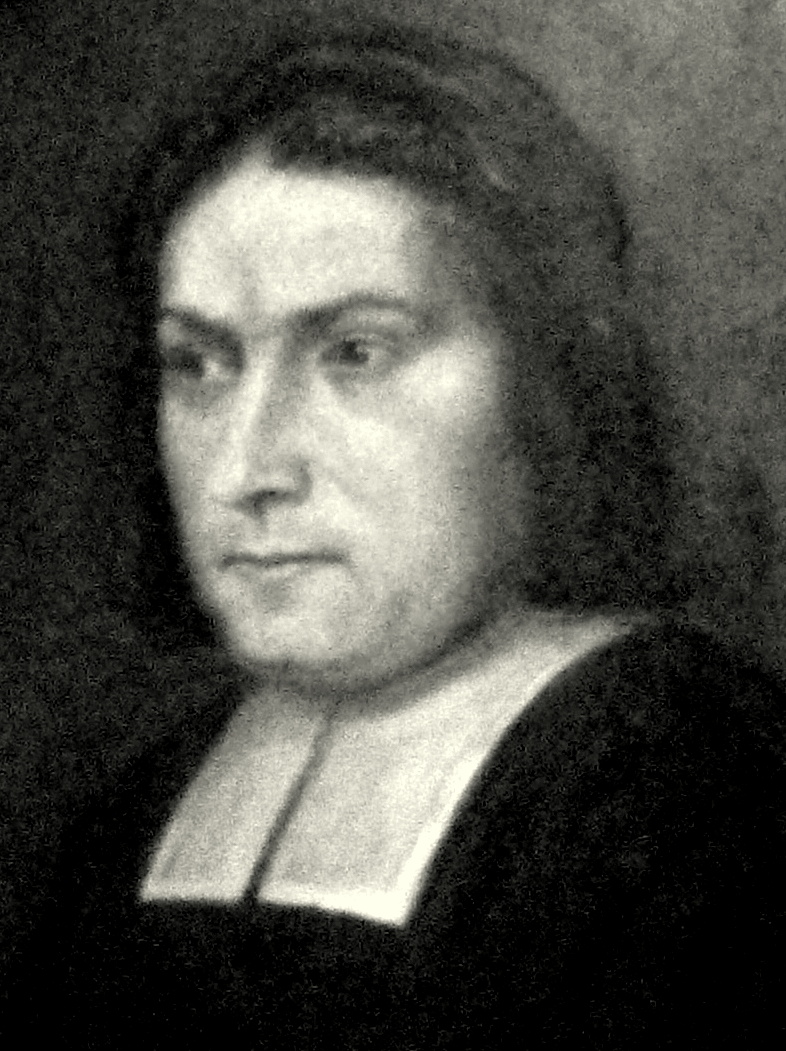
Heinrich Brewer

Heinrich Brewer, auch Heinrich von Puffendorf (* 6. September 1640 in Puffendorf; † 1713 in Aachen) war ein deutscher katholischer Theologe und Geschichtsschreiber.

## Leben und Wirken
Der aus dem kleinen Ort Puffendorf bei Jülich stammende und deshalb in manchen Erwähnungen auch Heinrich von Puffendorf genannte Heinrich Brewer besuchte als Schüler das von Jesuiten geführte Dreikönigsgymnasium in Köln. Anschließend durchlief er eine Ausbildung zum Licentiat der Theologie und wurde 1664 zum Priester geweiht.
Nach einer kurzen Tätigkeit als Hauslehrer übernahm Brewer zunächst eine Stelle als Vikar am damaligen Cassius-Stift, dem heutigen Bonner Münster, sowie zusätzlich ab 1667 als Dozent für Theologie an der Universität Köln. Im Jahre 1669 folgte er einem Ruf an das Nonnenkloster Groß-Nazareth in Köln, welches er als Pater und Rektor bis 1682 leitete. Am 29. Dezember 1682 wechselte er schließlich nach Aachen, wo er bis kurz vor seinem Tod im Jahr 1713 als Pfarrer an St. Jakob tätig war.
Bereits seit seiner Zeit als Rektor des Nonnenklosters wandte er sich mit großer Vorliebe historischen Studien zu. So führte er ein bereits von Christian Adolf Tulden ergänztes und ursprünglich von Johann Adolf Brahel verfasstes mehrbändiges Geschichtswerk über die Geschehnisse in den Jahren 1661 bis 1671 in mehreren Auflagen fort und fügte diesem noch eine Reihe von Denkschriften, Briefen und Verträgen bei. Dafür erhielt er den Ehrentitel eines „kaiserlichen Historiographen“. Kurz vor seinem Wechsel nach Aachen veröffentlichte er eine biographische Abhandlung über Thomas von Kempen, in der er unter anderem nach eingehender Recherche nachdrücklich die Meinung vertrat, dass im Urheberstreit über das Werk „De imitatione christi“ (Köln, 1681) dem Autor Kempen die Urheberschaft zweifelsfrei zugesprochen werden muss.
Darüber hinaus widmete sich Heinrich Brewer zeitweise auch der Dichtkunst. So machte er bereits 1668 in Bonn mit einem Gedichtband auf sich aufmerksam, welchen er dem Erzbischof Maximilian Heinrich von Bayern widmete. In Aachen verfasste er ein Schauspiel mit Siegesgesängen, teils in deutscher, teils in lateinischer Sprache, welches anlässlich der Feier zur Befreiung von den Türken nach der Belagerung von Wien aufgeführt wurde. Es ist, so weit bekannt, eines der wenigen Schauspielstücke, die in Aachen aus jener Zeit erhalten geblieben sind.

## Schriften (Auswahl)
- Tractatus Historico-Politici Qui hic ceu in universali Belli Pacisque Theatro proponuntur, Enarrantes Leges S. Rom. Imperii Fundamentales, praecipuorum Europae Dynastarum Foedera offensiva & defensiva, Tractatus Pacis Generalis & speciales, zusammen mit Johann Adolf Brahel, Christian Adolf Thulden; 3 Bd., Köln, Kinckius, 1659, 1674, 1679
- Historia universalis rerum notabilium, ubique pene terrarum gestarum, zusammen mit Johann Adolf Brahel, Christian Adolf Thulden; Köln, Kinckius, 1671
- Historica Rerum Notabiliorum, Quae Ex Anno MDCLXI. In Annum MDCLXXII. In Terris Utriusque Imperatoris, Electorum, Principum, Ac Statuum Utriusque Germaniae Accidere Breviter Ac Succincte Per Henricum Brewer Iuliacensem, S.T.L. Adornata Enarratio, Köln, Kinckius, 1672
- Historia rerum notabiliorum, quae ex anno 1661 usque ad annum 1672 in regnis terrisque Christianis extra Germaniam, puta in Italia, Hispania, Gallia, Anglia, Suecia, Polonia, Lusitania, Dania et Moscovia contigere, enarrata breviter et succincte pro historiae universalis Brachelio-Thuldanianae continuatione per Henr. Brewer s. theologiae licentiatum cum scriptis et tractatibus publicis huc facientibus, Köln, Kinckius, 1675
- Chronographicum genethliacum in et super nativitate Neo-Archiducis Austriae, Nürnberg, 1678
- Thomae a Kempis ... Biographia, in qua ipsius vita, scripta, mors, elevatio epithaphium, elogia, controversia super libris IV de imitatione Christi, Köln, Alstorff, 1681
- Viri, Vitae sanctimonia, & doctrinae fama eximii, Theologiae Asceticae Doctoris primarii, Canonicor. Regular. Ord. S. Augustini, Congregationis Windesheimensis, Religiosissimi Presbyteri, Thomae a Kempis, Viographia, Proque Ipsius Libris IV. De Imitatione Christi Apologia, Köln, Kinckius, 1683
- Der in der Reliquien Verehrung rechtschaffen catholisch und wahrhaftig grosser Kayser Karl bey gewöhnlicher Eröffnung der Aachischen Schatz-Kammer Heiligthums, Aachen, Clemens, 1685
- Catalogus praeserenissimorum Principum ex ... Austriae domo, 1690